# Альбайсин
Альбаиси́н (исп. El Albayzín, El Albaicín) — жилой район современной Гранады, Испания, архитектура и планировка которого унаследованы от мусульманского периода средневековой Испании. Альбаисин был добавлен в список Всемирного наследия ЮНЕСКО к уже охраняемым крепости Альгамбра и садам Хенералифе как «богатое хранилище народной архитектуры мавров, которая гармонично соединяется с традиционной архитектурой Андалусии».

## Описание
Альбаисин расположен к северу от реки Дарро на холме напротив Альгамбры, возвышаясь над Нижним городом и составляя средневековую часть Гранады. Название квартала, вероятно, связано с араб. Rabad el-Bayyazin‎ — «квартал сокольничих» или же относится к мусульманам из города Баэса, которые заселили квартал в XIII веке.
В список достопримечательностей Альбаисина входят узкие вьющиеся улочки, руины арабского банного комплекса, археологический музей Гранады, церковь святого Николая и церковь святого Сальвадора, построенная на месте разрушенной мечети. Кроме того, в Альбаисине находится несколько оригинальных маврских домов и большое число ресторанов.

## История
Археологические исследования показали, что холм, на котором расположен Альбаисин, был заселён ещё во времена Древнего Рима. В середине VIII века правитель региона Асап бен Абдеррахман построил крепость (касба) на месте современной Плаза-де-Сан-Николас. В XI веке династией Зиридов было построено дополнительное оборонительное сооружение, вокруг которого стал расти город. В период правления династии Насридов город процветал, что отразилось в развитии Альбаисина в середине XIV века — он стал кварталом арабских и еврейских мастеров и торговцев. После завершения Реконкисты в 1492 году население Альбаисина выросло до 60 тыс. человек. Сочетание крещёных оставшихся арабов и притоком христианского населения дало новый толчок развитию квартала.

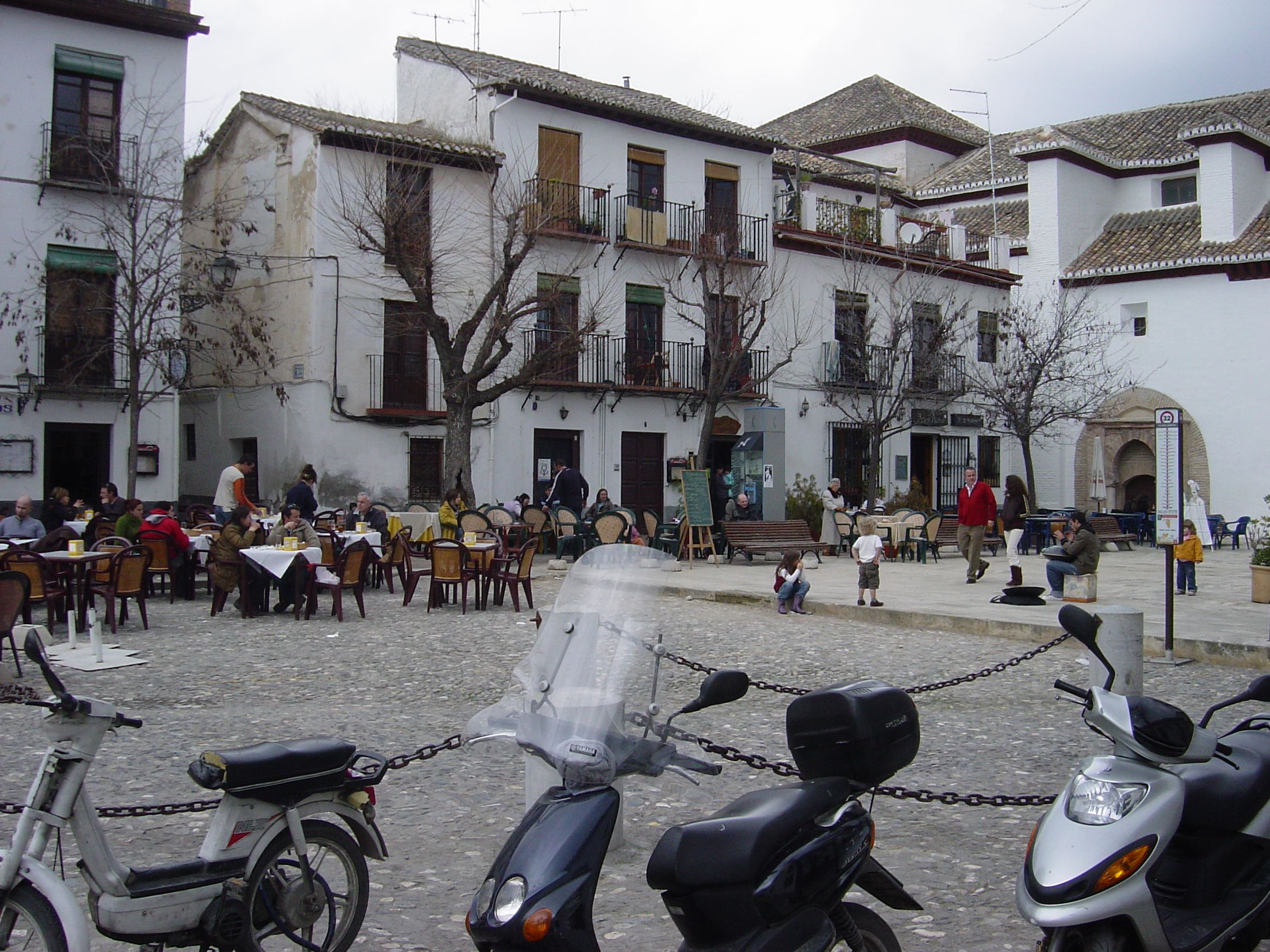
Альбаисин
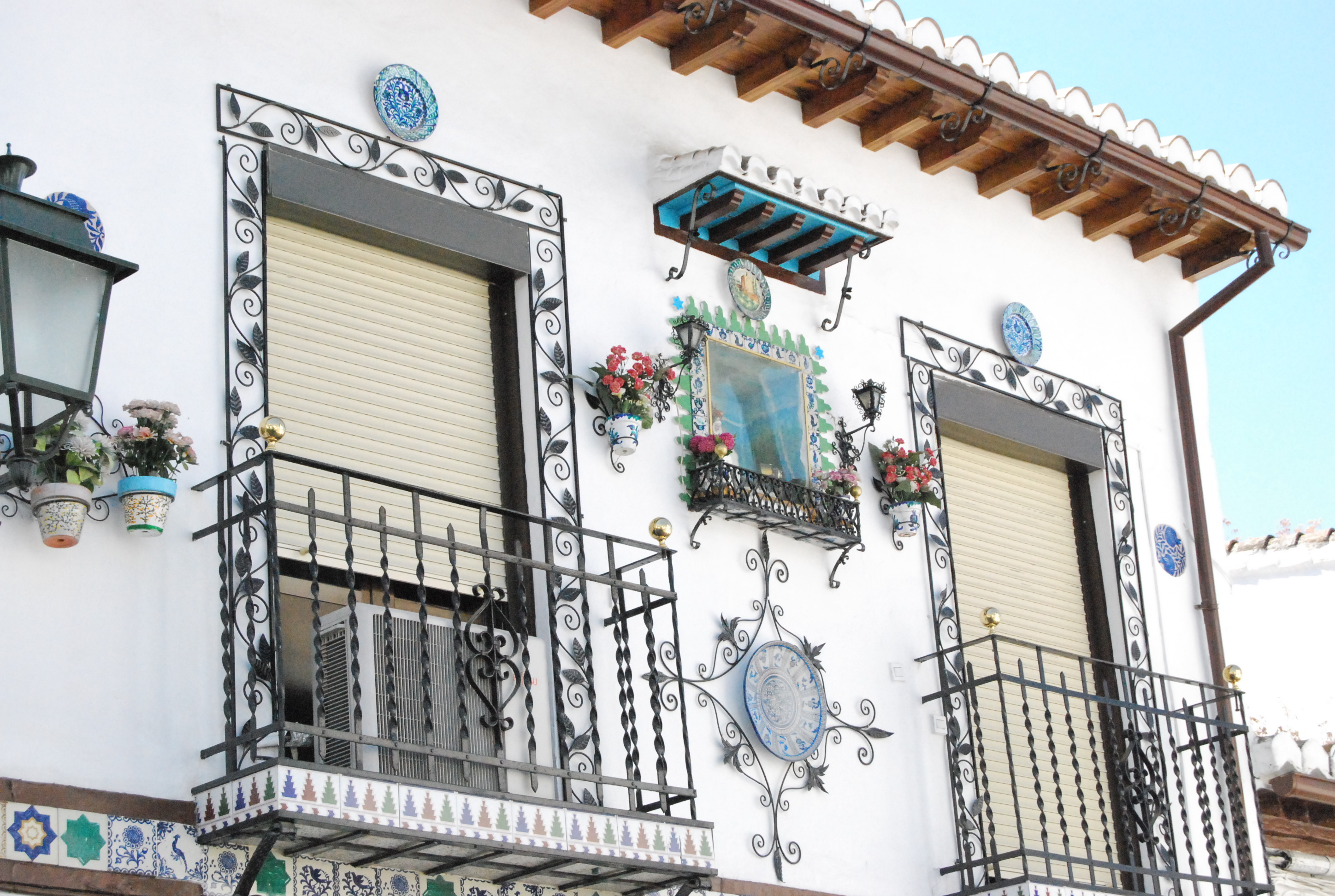
Типичный фасад дома в Куэста-де-Альхакаба
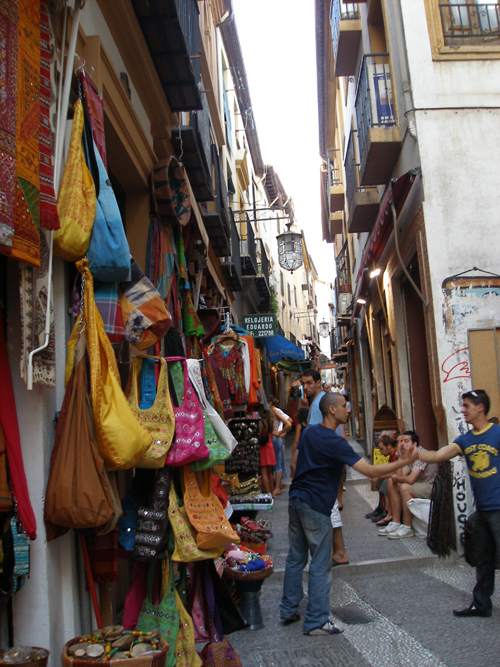
Улица Кальдерерия
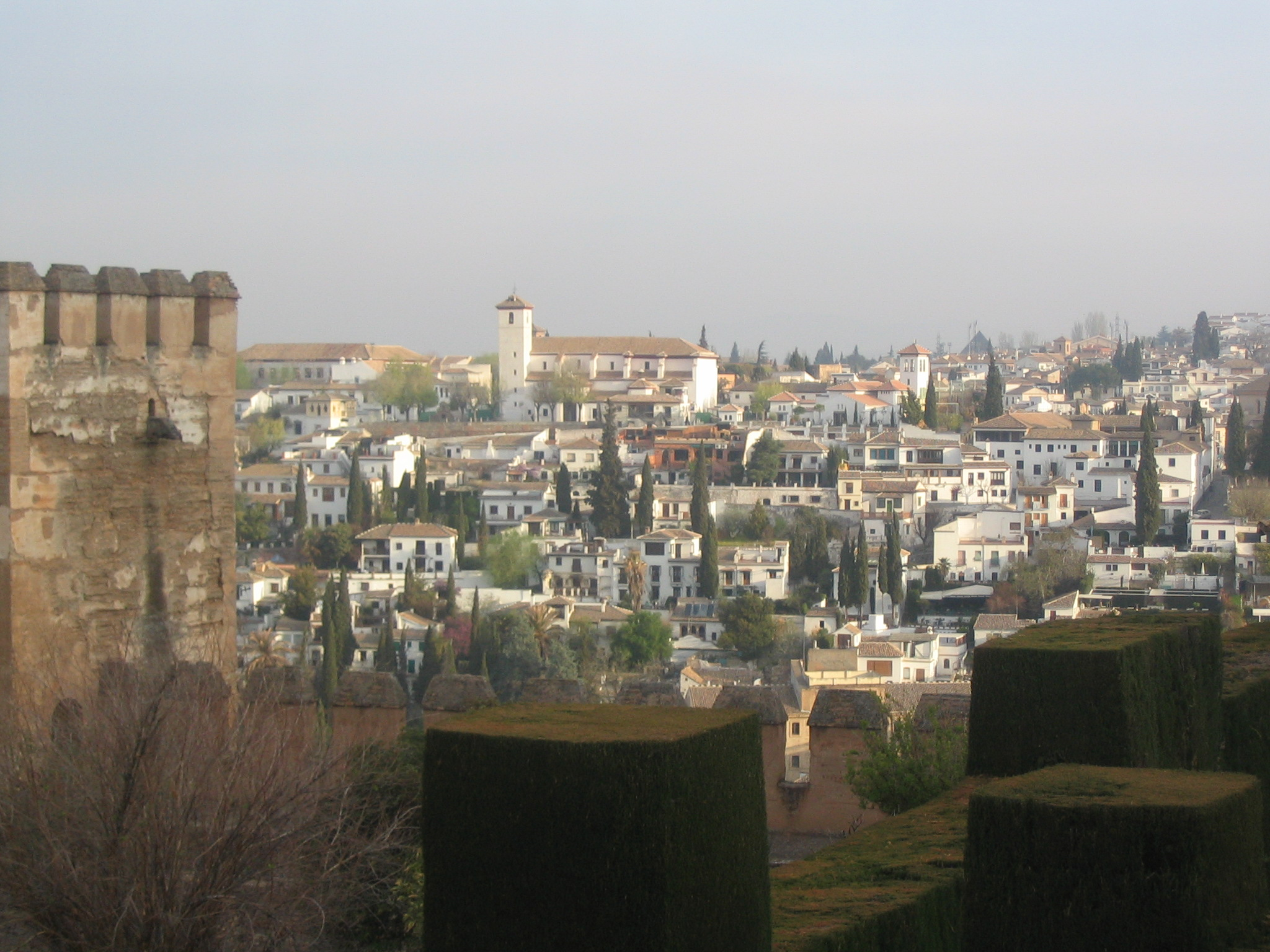
Вид Верхнего Альбаисина